# Orzeł (Rusiec)
Orzeł – część wsi Rusiec w Polsce, położona w województwie łódzkim, w powiecie bełchatowskim, w gminie Rusiec.
W latach 1975–1998 Orzeł położony był w województwie sieradzkim.